# 阳安铁路
阳平关－安康铁路，簡稱陽安鐵路，全长356.5公里，线路呈东西走向，北靠秦岭，南邻大巴山和米仓山，3穿分水岭，4渡月河，6跨汉江，多次跨越汉江支流，因此本线有近四分之一的里程为桥隧。本线在建设时为战备铁路，在建成后成为了秦、巴山区重要的交通线路，连接了宝成铁路和襄渝铁路，也构成了一条东西向通道的一部分。

## 线路走向
线路从宝成铁路阳平关站分出，过嘉陵江后，沿黑水河东行，过代家坝镇，穿过阴家山隧道、经大安镇和青羊驿镇，在跨过汉江后到达勉西车站。接着，铁路再跨汉江，经勉县向东进入汉中盆地，沿汉江北岸跨褒河，经汉中市、城固县后，第三次跨汉江至汉江南岸并沿其支流沙河北岸至西乡县。过西乡后，铁路沿牧马河穿过桥隧群，在两次横跨汉江后至茶镇。茶镇至石泉县21公里线路沿汉江干流最大的深切大峡谷南侧东行，以总长14.6公里的14座隧道穿过大巴山山区北部，还经过了石泉水电站库区。自石泉向东后，铁路第六次横跨汉江，穿过马陵关隧道，跨越池河与月河的分水岭，进入月河谷地，再向前穿过柯家河隧道，到达终点安康站，与襄渝铁路接轨。

## 历史

### 早期规划
早在1944和1945年，中华民国交通部就派出过测量队来勘测四川省广元市到湖北省襄阳市的铁路，但是最后并未修筑。当时计划的线路由广元市起，沿嘉陵江至朝天区转向东北，穿过嘉陵江与汉江的分水岭，经勉县、汉中，沿汉江而下，经城固县、石泉县后到安康，再沿江经旬阳县、白河县入湖北省。
石泉至安康区间有两个方案，南线由石泉经紫阳到安康，北线由石泉经汉阴到安康；朝天至勉县间的两个方案中，一条经阳平关转而东向到勉县，一条由朝天转向东北到勉县。

### 勘测设计
| 项目           | 原设计               | 新设计                                                                       |
| -------------- | -------------------- | ---------------------------------------------------------------------------- |
| 隧道           | 高梁铺5公里隧道      | 取消                                                                         |
| 隧道           | 茶镇－石泉长距离隧道 | 改为沿着江边绕行的隧道群                                                     |
| 坡度           | 6‰的限制坡度         | 马家村(现洋县)至安康32.5公里区间改为8‰ 石泉至汉阴区间有32.9公里的坡度改为12‰ |
| 到发线有效长度 | 850米                | 650米                                                                        |
| 线路           |                      | 移动110多公里                                                                |

1958年，铁道第一勘测设计院（简称铁一院）开始进行阳安铁路的勘测。1965年1月，根据中共西北局计划委员会的意见，铁一院重新勘测设计了阳平关至汉中区间；从1966年10月开始，铁道专业设计院（简称铁专院）在铁一院的配合下，制作了了汉中至安康区间的研究报告，并在1967年2月报送了铁道部，随后铁道部在7月又报送给了国家计划委员会和国家建设委员会。1968年9月，两委员会批准修建本线，并将本线工程命名为“1101工程”。根据两委员会和铁道部的意见，铁一院在1969年1月修改了阳平关至汉中区间的初步设计；7月，铁一院在铁专院的协助下，编制了汉中至安康段研究报告，并于1970年得到铁道部批复。至1970年12月，本线的所有设计文件全部完成。从1965年起，到确定线路的方案，设计单位一共勘测了近3000公里。
为保证工程进度，1970年8月，在国家建委的授权下，工程指挥部在洋县至安康区间改线110公里，并降低了线路的技术标准。

### 施工
| 线路等级       | 1级干线                                   |
| 正线数目       | 单线                                      |
| 钢轨规格       | 43公斤／米                                |
| 限制坡度       | 6‰                                        |
| 加力坡         | 12‰                                       |
| 曲线最小半径   | 阳平关至勉县450米， 勉县至安康600米       |
| 到发线有效长度 | 650米， 远期850米                         |
| 动力方式       | 韶山1型电力机车                           |
| 牵引定数       | 2400吨， 远期3400吨                       |
| 通过能力       | 34对， 远期40对                           |
| 年运量         | 800万吨， 远期1000万吨                    |
| 桥梁载重       | 跨度小于40米者中—22级， 大于40米者中—26级 |
| 闭塞方式       | 继电半自动                                |

1960年，西安铁路局开始施工；在建成了大安镇到张家山的运输便道后，西安局于1961年停工。
由于阳平关站的货运列车急需疏解，1967年，西安铁路局提前开始了阳平关东站和阳平关至阳平关东区间的建设。1969年1月，阳平关至勉西段重点开工，由铁路第一工程局负责施工。
同年11月7日，中共中央政治局提出要加快建设阳安铁路，接着铁道部、中共陕西省委、陕西省革委会和陕西省军区组建了“1101工程”指挥部和军管会，领导全校的设计和施工。参加施工的单位有中铁一局、大桥局、电气化局、兰州铁道学院、陕西省公路局和基建汽车团，以及40余万人次民兵。
本线施工时，土石方总量为3968万立方米，土方为2790万立方米。石方为1178万立方米；工程量较集中的勉西站占200万立方米，石泉站开挖了160万立方米，徐家坝站因为改变河道的工程而占了51万立方米。施工队未意识到沿线近一半里程的膨胀土地质，导致通车后多次出现地质灾害，直到1980年代，经过反复整治后才逐渐稳定。
全线隧道有146座共61.54延长公里，占全线里程的17.3%，在阳平关东至代家坝、茶镇至石泉县区间，隧道的占比更达到了60.3%和75.2%。由于地质不佳，多个隧道在竣工前后都出现了不同程度的变形。
全线共修建桥梁311座，总长27.15公里，占全线里程7.8%，包括特大桥3座、1.83延长公里、大桥72座、14.9延长公里，中桥115座、8.0延长公里，小桥121座、2.4延长公里。在桥梁施工过程中，施工队伍试验了多种新型桥梁结构。
由于阳平关至代家坝18公里的区间有24座隧道共11.2公里尚未开工，为加快工程进度，施工队伍耗费600万元，通过公路翻越山区，将材料运送到地势平坦的勉县先组装轨道和枕木，在大安至城固区间临时架设了104孔梁。在城固到西乡之间66公里尚未铺轨的情况下，工程指挥部通过大量急弯的公路，用时10天，将10节发电车从城固运送到西乡，保证了施工的用电。1970年5月，工程指挥部调集了多位经验丰富的司机河技术人员，从略阳机务段（属西安局）将编号为3827的解放型蒸汽機車河5节客车车厢运送到了勉县站，为日后的临时运输和工程运输提供了条件。
1970年7月1日，勉县至城固县的轨道铺设成功，随后工程队向西铺轨，在9月27日铺设至阳平关。到1972年，轨道在2月铺设到西乡县，6月到石泉县，10月8日到安康市，共铺设正线356.1公里，站线112.3公里。
全线总投资9.7亿元，其中线路工程投资9.15亿元，平均造价261.1万元/公里。施工中，共有384人死亡，1512人重伤，发生事故67起，其中重大事故11起。
1976年5月28日至7月1日，验收小组全面检查了本线的建设情况，最后认为本线具备正式运营的条件。

### 电气设备
1966年10月，根据铁道部的指示，铁三院开始进行本线的电气化设计，并在同年12月完成。1969年3月，根据铁道部和交通部的通知，铁三院重新修改了本线设计，后在1971年6月完成了补充初步设计。1972年12月，铁三院完成了施工设计，并在1973年开始向施工队伍提供详细的图纸。
本线采用直接供电，设立5个变电所，分别位于大安、褒河、沙河坎、茶镇和汉阴，另外利用襄渝铁路的月河变电所，变压器采用单相变压器。
由于蒸汽机车无法胜任这条隧道密集、坡度较陡的铁路，1969年3月，铁道部决定将本线直接建成电气化铁路，并交由电气化局施工。1973年6月，工程开工；1976年8月1日，阳平关至勉西的电气化设施投入使用，勉西至安康的设备也在12月26日竣工；受附近通信电缆工程的影响，全线的设备在1977年6月25日才完全启用。1978年4月1日，第一辆电力机车在本线开行。由于电气化施工与线路整治工作同时进行，时常出现相互干扰的情况。工程共投资5840万元，平均16.4万元/公里，完成的项目包括架设接触网523.2公里，铺设通信电缆354公里，建成变电所6处，8个车站采用电气集中联锁，全线也启用了轨道电路。

### 洪水与抢险
1981年2月至8月间，汉中市遭到洪水袭击，本线西段也遭到严重损坏。在1984年初，中铁二局进行了修复工程，使银平山隧道和王家沟棚洞得到修复，并在翌年10月完工。

## 存在问题
由于工期紧张、沿线地质不良，全线在竣工后多次出现了地质问题。
沿线近一半的区间为膨胀土，而当时施工队伍对此没有清晰的认识，结果全线在通车后出现了路堤松动120处、路堑移位500多处、滑坡20多处，另有大量地基冒出泥浆。
隧道方面，大黑沟、代肖河、蒋家河2号、板沟、马岭关、槽沟2号等隧道通过多处不良地质，在竣工前后都出现了不同程度的变形；石门沟隧道因为支撑的木柱腐败而出现了坍塌；新渔坝等5座隧道因为施工设计临时改变，所以地址勘探粗略，施工仓促，加上隧道通过了400米的错落体，从开始施工时就多次严重变形。

## 扩能改造

### 第一次
在1993年，国务院批准了“西南铁路北通道”建设方案，随后西康铁路开始修建，宝成铁路成都至阳平关段开始修建复线。为避免连接两线的阳安铁路成为“瓶颈”，1998年2月，铁道部向国家计委报送了本线扩能工程的可行性报告，希望能形成西安-安康-阳平关-成都铁路通道。工程在1998年下半年开工，2000年全部完成，共耗资9.4亿元；扩能工程完成后，全线车站的到发线延长至850米，俞家沟站启用，供电设备扩大了电容，一些车站的客运设施也得到改善。
此次改造中，电气设施的改造依然由中铁电气化局负责，包括在西乡新建变电所，新架设接触网8.3公里、回流线68公里，新建混凝土支柱296根、钢柱13根，从1998年12月18日开工，2000年12月27日竣工。

### 复线建设
2014年的陕西省“两会”期间，有政协委员提出了增建阳安铁路二线的提案，并于5月得到西安铁路局的答复。9月28日，工程得到国家发改委批复。增建复线工程由中铁第一勘察设计院设计，全长329.1公里，项目总投资187.7亿元；其中的桥隧工程高达45%，包括桥梁176座，总长45.01千米，隧道72座，总长103.583千米；车站的变化包括改建既有车站17处，改移既有车站2处，新建车站2处，关闭既有车站9处。参加复线工程的单位有中铁一局、六局、七局和十四局。改建后，阳安铁路上的客车和货车时速将分别达到120公里/小时和80公里/小时，全线也升级为国铁I级线路。
| 单位     | 项目                    | 里程                                      | 详情                                                                             |
| -------- | ----------------------- | ----------------------------------------- | -------------------------------------------------------------------------------- |
| 中铁一局 | 站前3标（YAZQ-3标）工程 | 90.2公里 勉县、汉台区、城固、洋县四个区县 | 85公里并线，98个顶进涵，8个站改，2处便线                                         |
| 中铁六局 | 八标段工程              | 38.25公里                                 | 预制架设68座桥，制运架梁691孔，铺设轨道116.73公里。                              |
| 中铁七局 | 五标段工程              |                                           | 12座隧道，24座桥梁，17座涵洞，1个新建车站，路基断面138.6万方，合同造价约4.65亿元 |

2019年4月20日，阳安铁路二线全线隧道贯通。2019年7月30日，西乡站至石泉站区间开始试运行；14时40分，第一列货运列车通过新建的复线到达石泉站。2019年12月27日下午4点30分，新建的复线全部投入使用。

## 桥隧

### 本线建成时建设
| 名称           | 长度（米）                | 深度/高度（米） | 位置   | 位置   | 备注 |
| -------------- | ------------------------- | --------------- | ------ | ------ | --- |
| 干塘湾隧道     | 2226                      |                 |        |        | 由蓝田县民兵和中铁一局施工。 隧道穿过了断层破碎带和花岗岩地质，是建设时最长的隧道。                                      |
| 胡家坝隧道     | 3936                      | 348             |        |        | 由中铁十四局集团承建。 隧道围岩完整性较差、强度低、自稳能力差。                                                          |
| 池河特大桥     | 2041.81                   |                 |        |        | 由中铁十一局五公司承建。 承台59座，墩台59座。                                                                            |
| 叶家坝隧道     | 462                       |                 |        |        | 中铁十一局五公司承建。 本隧道距离既有贾沟隧道30-45米。 隧道经过的地质为Ⅴ级围岩，围岩以粗圆砾土、下第三系砾岩夹砂岩为主。 |
| 长枪岭隧道     | 1829.5                    |                 |        |        | 隧道经过的地区土质松软，经常发生泥沙流失现象。                                                                           |
| 银平山隧道     | 1461                      |                 |        |        | [ 15 ] |
| 蒋家山隧道     | 9225（左线） 9500（右线） |                 |        |        | 隧道位于代家坝站北侧220米处。                                                                                            |
| 汉江二号大桥   | 414.86                    | 31.7            | 汉中市 | 勉县   | [ 志 10 ] |
| 汉江三号大桥   | 735.92                    | 约31.7          | 汉中市 | 洋县   | [ 志 10 ] |
| 胥水大桥       | 539.4                     | 约31.7          | 汉中市 | 洋县   | [ 志 10 ] |
| 谢沟一号桥     | 139.2                     |                 | 汉中市 | 洋县   | [ 志 11 ] |
| 谢沟二号桥     | 141.32                    |                 | 汉中市 | 洋县   | [ 志 11 ] |
| 沙河桥         | 108.8                     |                 | 汉中市 | 洋县   | [ 志 11 ] |
| 中营一号桥     | 225.53                    |                 | 汉中市 | 洋县   | [ 志 11 ] |
| 中营二号桥     | 134.78                    |                 | 汉中市 | 洋县   | [ 志 11 ] |
| 小桥（一）     | 28.65                     |                 | 汉中市 | 洋县   | [ 志 11 ] |
| 小桥（二）     | 15.5                      |                 | 汉中市 | 洋县   | [ 志 11 ] |
| 小桥（三）     | 10.5                      |                 | 汉中市 | 洋县   | [ 志 11 ] |
| 小桥（四）     | 21.5                      |                 | 汉中市 | 洋县   | [ 志 11 ] |
| 小桥（五）     | 17.58                     |                 | 汉中市 | 洋县   | [ 志 11 ] |
| 分水岭立交桥   |                           |                 | 汉中市 | 城固县 | [ 志 12 ] |
| 五堵门大桥     |                           |                 | 汉中市 | 城固县 | [ 志 12 ] |
| 沙河营大桥     |                           |                 | 汉中市 | 城固县 | [ 志 12 ] |
| 县家湾遂道     |                           |                 | 汉中市 | 城固县 | [ 志 12 ] |
| 湑水河大桥     |                           |                 | 汉中市 | 城固县 | [ 志 12 ] |
| 新渔坝隧道     | 1507                      |                 | 安康市 | 石泉县 | [ 志 13 ] |
| 曾溪河一号隧道 | 294                       |                 | 安康市 | 石泉县 | [ 志 13 ] |
| 曾溪河二号隧道 | 743                       |                 | 安康市 | 石泉县 | [ 志 13 ] |
| 台子山一号隧道 | 1606                      |                 | 安康市 | 石泉县 | [ 志 13 ] |
| 台子山二号隧道 | 1975                      |                 | 安康市 | 石泉县 | [ 志 13 ] |
| 小沟隧道       | 976                       |                 | 安康市 | 石泉县 | [ 志 13 ] |
| 大沟隧道       | 1248                      |                 | 安康市 | 石泉县 | [ 志 13 ] |
| 干塘湾隧道     | 2227                      |                 | 安康市 | 石泉县 | 初建时最长的隧道 |
| 秤沟湾隧道     | 1318                      |                 | 安康市 | 石泉县 | [ 志 13 ] |
| 水磨沟隧道     | 145                       |                 | 安康市 | 石泉县 | [ 志 13 ] |
| 长安坝隧道     | 401                       |                 | 安康市 | 石泉县 | [ 志 13 ] |
| 孙家湾隧道     | 246                       |                 | 安康市 | 石泉县 | [ 志 13 ] |
| 曹家湾隧道     | 109                       |                 | 安康市 | 石泉县 | [ 志 13 ] |
| 肖家湾隧道     | 85                        |                 | 安康市 | 石泉县 | [ 志 13 ] |
| 马岭关隧道     | 697                       |                 | 安康市 | 石泉县 | [ 志 13 ] |
| 堰沟隧道       | 226                       |                 | 安康市 | 石泉县 | [ 志 13 ] |
| 范家湾明峒     | 58                        |                 | 安康市 | 石泉县 | [ 志 13 ] |
| 池河隧道       | 161                       |                 | 安康市 | 石泉县 | [ 志 13 ] |
| 前池l号隧道    | 97                        |                 | 安康市 | 石泉县 | [ 志 13 ] |
| 石泉六号桥     |                           |                 | 安康市 | 石泉县 | [ 志 13 ] |

### 复线建设时建设
| 名称             | 长度（米） | 位置   | 位置   | 备注 |
| ---------------- | ---------- | ------ | ------ | --- |
| 寺垭河隧道       | 315        |        |        | 由中铁电气化局承建。穿过地层以绢云母岩为主。                                                                                      |
| 贾沟隧道         |            |        |        | |
| 新长枪岭隧道     | 2166.9     | 安康市 | 汉滨区 | 由中铁六局承建。复线工程中的控制性工程；在2015年6月开始施工，2017年4月7日竣工，比原计划提前了近1年。隧道下穿了花园大道和316国道。 |
| 杜家山隧道       | 10586      |        |        | 由中铁十二局四公司修建。 |
| 包湾村隧道       | 5679       |        |        | 由中铁七局承建。 |
| 皂树岭1号隧道    | 480        |        |        | 由中铁七局西安公司承建。 |
| 桑园河三号特大桥 | 630.44     |        |        | 由中铁七局路桥公司承建。 |
| 牛家沟隧道       | 180        |        |        | [ 23 ] |
| 白勉峡一号隧道   | 7683       | 汉中市 | 西乡县 | 由中铁七局西安公司承建。隧道地质复杂，地下水丰富，溶洞发育，黏土呈淤泥状。                                                        |
| 烟斗梁隧道       | 2646       | 汉中市 | 西乡县 | 由中铁七局路桥公司承建。隧道下穿了1500平方米的水塘。                                                                              |
| 明星村一号隧道   | 818        |        |        | 由中铁七局路桥公司承建。隧道为单线隧道，经过的线路呈12.3‰的坡度和半径为3000米的弯道上，附近地质为青白口构造期花岗岩。             |
| 黄家湾隧道       | 124        |        |        | 由中铁七局路桥公司承建。附近地质为青白口构造期閃長岩，岩质较软、脆。                                                              |
| 丁家河隧道       | 3092.7     |        |        | 由中铁七局西安公司承建。 |

## 车站
| 车站     | 里程（公里） | 备注                     |
| -------- | ------------ | ------------------------ |
| 汉中市   |              |                          |
| 阳平关   | 0            | 连接宝成铁路             |
| 阳平关东 | 2.4          |                          |
| 徐家坝   | 14.6         |                          |
| 代家坝   | 21.3         |                          |
| 响水     | 29.8         | 原名分水岭站             |
| 宁强     | 39.7         | 原名大安镇站             |
| 青羊驿   | 49.7         |                          |
| 新镇     | 53.0         |                          |
| 小寨     | 61.5         | 原名董家坪站             |
| 勉西     | 72.3         |                          |
| 勉县     | 80.4         |                          |
| 欧家坡   | 90.1         |                          |
| 史寨     | 98.0         |                          |
| 褒河     | 105.5        |                          |
| 徐家河   | 111.0        |                          |
| 汉中     | 117.3        |                          |
| 王家坎   | 125.7        |                          |
| 治江     | 134.0        |                          |
| 沙河营   | 140.0        |                          |
| 城固     | 145.5        |                          |
| 洋县     | 154.0        | 原名马家村站             |
| 姚家沟   | 161.0        |                          |
| 晏家坝站 | 165.9        |                          |
| 五堵门   | 175.6        |                          |
| 沙河坎   | 184.7        |                          |
| 马踪滩   | 195.2        |                          |
| 贾家河   | 203.8        |                          |
| 西乡     | 210.2        |                          |
| 白龙塘   | 221.6        |                          |
| 金佐     | 225          |                          |
| 茶镇     | 247.4        |                          |
| 安康市   |              |                          |
| 缯溪河站 | 257.2        |                          |
| 石泉     | 268.6        |                          |
| 李家坝   | 272.0        |                          |
| 池河     | 280.6        |                          |
| 高粱铺   | 291.2        |                          |
| 仙鸡河   | 296.0        |                          |
| 汉阴     | 301.5        |                          |
| 俞家沟   | 307.0        | 在1998年扩能工程中建成。 |
| 涧池铺   | 311.8        |                          |
| 贾沟     | 315.0        |                          |
| 梅子铺   | 324.1        |                          |
| 恒口     | 335.3        |                          |
| 新河     | 341.0        |                          |
| 五里铺   | 346.2        |                          |
| 傅家河   | 351.0        |                          |
| 安康     | 356.1        | 连接襄渝铁路和西康铁路   |

## 运营

### 临管运输
早在1969年9月，工程指挥部就开始组建负责临时管理的队伍，后在11月19日成立了“第二工程运输段”（工运二段），并逐步扩充到7200多人、6个段，还拥有了19台机车。在开始临管运输后，工运二段被改组为类似于铁路局组织结构的机务段、车辆段、电务段、勉县工务段和城固车务段。在临管运输延伸只西乡站后，西乡车务段和西乡工务段也相继设立。另外在阳平关东和西乡两个车站设立有机务本段。
1970年7月11日，阳平关至城固段开始临管运输，1年后，列车服务又延伸至西乡站，并增加一对混合列车。1972年11月，临管运输延伸至石泉站。在1973年2月1日，线上增加了首对旅客列车。
临管运输初期，本线采用电话闭塞，列车通行凭证为路签和手持信号机，后来升级为电气路签和臂板信号机，最后又升级为半自动闭塞。
临管运输期间共运送货物1277.4万吨，旅客507.3万人次，收入7101.4万元临管运输。

### 正式运输
1976年8月1日，西安局正式接管阳平关至西乡区间，又在9月1日接管西乡至安康区间。

## 影响
中铁一局的员工因为建设本线而大幅扩充。本线的修建也促进了襄渝铁路施工物资的运输。

### 志书
1. 1 2 3 4 5 6 7 8 9 10 11 12  . 一轮陕西省地方志 (陕西人民出版社). 1993  [2019-04-16]. ISBN 7-224-03042-2. （原始内容存档于2019-04-16）.
2. 1 2 3 4 5 6 7 8 9 10 11 12 13 14 15 16  . 北京: 中国铁道出版社. 2003-10  [2019-05-11]. ISBN 7-113-05380-7. （原始内容 (PDF)存档于2019-04-20）.
3. ↑  . . 兰州. 1998: 112–114  [2020-03-11]. （原始内容存档于2020-04-14）.
4. 1 2 3 4 5  . . 1997-12  [2019-04-21]. （原始内容 (pdf)存档于2019-04-20）.
5. 1 2 3 4 5 6  . . 西安地图出版社. 2000-02: 79–82  [2020-03-12]. ISBN 7-80545-852-9. （原始内容存档于2020-04-14）.
6. 1 2 3  . . 北京: 中国铁道出版社. 2000-12: 239–243  [2020-03-12]. ISBN 7-113-03979-0. （原始内容存档于2020-04-14）.
7. ↑  .  (PDF). 西安: 陕西人民出版社. 2004: 598-601  [2019-08-08]. ISBN 7-224-07012-2. （原始内容存档 (PDF)于2019-08-08）.
8. ↑  . . 中国铁道出版社.
9. ↑  . . 北京: 中国铁道出版社. 2011-07: 239–243  [2020-03-12]. ISBN 978-7-113-13107-4. （原始内容存档于2020-04-14）.
10. 1 2 3  .  (PDF). 三秦出版社. 2005-07: 716, 717  [2019-08-08]. ISBN 7-80628-957-7. （原始内容存档 (PDF)于2019-08-08）.
11. 1 2 3 4 5 6 7 8 9 10  . 西安: 三秦出版社. 1996-06  [2020-03-12]. ISBN 7-80546-904-0. （原始内容存档于2020-04-15）.
12. 1 2 3 4 5  . 北京: 中国大百科全书出版社. 1994-02  [2020-03-12]. ISBN 7-5000-5249-9. （原始内容存档于2020-04-15）.
13. 1 2 3 4 5 6 7 8 9 10 11 12 13 14 15 16 17 18 19 20  . . 西安: 陕西人民出版社. 1991-12  [2020-03-12]. ISBN 7-224-02152-0. （原始内容存档于2020-04-15）.
14. 1 2 3 4 5 6  . . 西安地图出版社. 2000-02: 244–245  [2020-03-12]. ISBN 7-80545-852-9. （原始内容存档于2020-04-14）.

### 其他
1. 1 2 3 4 5  . 中国网. 2017-12-29  [2019-08-08]. （原始内容存档于2020-04-14）.
2. 1 2 3  . 中铁电气化局. 2013-06-04  [2019-06-14]. （原始内容存档于2019-08-08）.
3. ↑  . 人民政协报. 2014-05-19  [2019-06-14]. （原始内容存档于2019-09-14）.
4. ↑  . 国家发改委. 2014-09-28  [2020-02-08]. （原始内容存档于2020-04-14）.
5. ↑   (PDF). 铁一院. 2014-05  [2020-02-08]. （原始内容存档 (PDF)于2020-04-14）.
6. 1 2  . 西安局集团. 2019-12-28  [2020-02-08]. （原始内容存档于2020-04-14）.
7. 1 2  人民铁道. . 中铁六局. 2017-09-30  [2019-06-14]. （原始内容存档于2020-04-14）.
8. 1 2 3  . 华商报. 2017-04-20  [2019-06-14]. （原始内容存档于2019-08-08）.
9. 1 2 3  . 陕西省人民政府. 2019-04-22 07:40:22  [2019-06-14]. （原始内容存档于2020-04-17）.
10. ↑  . 中新网. 2019-07-30  [2019-08-08]. （原始内容存档于2020-02-05）.
11. ↑  . 新华网. 2019-07-30  [2019-08-08]. （原始内容存档于2019-08-08）.
12. ↑  . 中铁十四局. 2019-04-20  [2019-08-08]. （原始内容存档于2019-08-08）.
13. ↑  . 人民铁道. 2018-04-10 09:19:32  [2019-06-14]. （原始内容存档于2020-04-14）.
14. ↑  . 人民铁道. 2018-01-10  [2019-08-08]. （原始内容存档于2019-08-08）.
15. ↑  .   [2020-03-12]. （原始内容存档于2020-04-14）.
16. ↑  王建鹏，中铁一局.  (PDF). 工程地质学报. 2013  [2020-03-12]. （原始内容存档 (PDF)于2020-04-14）.
17. ↑  . 中铁电气化局. 2013-06-04  [2020-03-12]. （原始内容存档于2020-04-14）.
18. ↑  . 中铁六局. 2017-04-18  [2020-02-15]. （原始内容存档于2020-04-14）.
19. ↑  . 人民铁道. 2018-04-24  [2020-02-15]. （原始内容存档于2020-02-15）.
20. ↑  . 人民铁道. 2018-11-06  [2020-02-15]. （原始内容存档于2020-04-14）.
21. 1 2  . 中铁七局. 2016-08-19  [2020-03-12].
22. ↑  . 中铁七局. 2018-07-25  [2020-03-12]. （原始内容存档于2020-04-14）.
23. ↑  . 中铁七局. 2017-09-08  [2020-03-12]. （原始内容存档于2020-04-14）.
24. ↑  . 中铁七局. 2017-08-15  [2020-03-12]. （原始内容存档于2020-04-14）.
25. ↑  . 中铁七局. 2017-06-28  [2020-03-12].
26. ↑  . 中铁七局. 2017-04-26  [2020-03-12]. （原始内容存档于2020-04-15）.
27. ↑  . 中铁七局. 2016-12-30  [2020-03-12]. （原始内容存档于2020-04-15）.
28. ↑  . 人民铁道. 2016-10-24  [2020-03-12]. （原始内容存档于2020-04-14）.